# Osiedle Paderewskiego – Muchowiec
Osiedle Paderewskiego Mạnh muchowiec (tiếng Đức: Muchowietz) là một quận của Katowice. Nó có diện tích 7,42 km 2 và năm 2007 có 12.253 cư dân.
Những nơi đáng chú ý:
- Sân bay Katowice-Manyowiec